# Grand Bérard
Pour les articles homonymes, voir Bérard.
Le Grand Bérard est le point culminant du massif du Parpaillon, dans les Alpes-de-Haute-Provence. Il est situé dans un chaînon latéral, environ trois kilomètres au sud de la ligne de partage des eaux entre Durance et Ubaye.

## Géologie
Il est constitué  de flyschs à helminthoïdes appartenant à la nappe du Parpaillon.

## Accès
L'accès au sommet se fait par le pas du Reverdillion puis l'arête Sud (en randonnée, il faut s'aider des mains).

## Histoire
Sa première ascension est réalisée par le capitaine Durand, qui y a posé un signal géodésique, en 1820.